# Sonderlager Koselsk
Das Sonderlager Koselsk (russisch Козельский спецлагерь – Koselski Spezlager) war ein Internierungslager für polnische Kriegsgefangene, das die sowjetische Geheimpolizei NKWD von Ende September 1939 bis Juli 1941 im enteigneten Optina-Kloster unweit der Kleinstadt Koselsk in der westrussischen Oblast Kaluga betrieben hat. Rund 4400 seiner Insassen, überwiegend Reserveoffiziere aus der gebildeten Führungsschicht des Landes, wurden im April und Mai 1940 in der Nähe des Dorfes Katyn erschossen.

## Vorgeschichte
Das Optina-Kloster wurde 1923 von den bolschewistischen Behörden aufgelöst. In der Hauptkirche wurde vorübergehend ein Sägewerk eingerichtet, in anderen Gebäuden ein Sanatorium.

## Einrichtung des Lagers
Am 19. September 1939 befahl der Volkskommissar für Innere Angelegenheiten, Lawrenti Beria, dem Leiter der neueingerichteten Verwaltung für Kriegsgefangenenwesen des NKWD Pjotr Soprunenko, insgesamt acht Lager für polnische Offiziere, Unteroffiziere und Beamte einzurichten, die sich seit dem Einmarsch der Roten Armee in Ostpolen am 17. September infolge des Ribbentrop-Molotow-Paktes in sowjetischer Hand befanden. Drei Lager wurden zu Sonderlagern erklärt, in denen insgesamt rund 15.000 Offiziere und Fähnriche der polnischen Streitstreitkräfte, Justiz- und Polizeibeamte sowie Grundbesitzer aus Ostpolen als „politisch gefährliche Personen“ einer genauen Überprüfung unterzogen werden sollten: Koselsk, Ostaschkow und Starobelsk.
Die ersten Gefangenen trafen am 22. September 1939 ein. Das Lager Koselsk wies eine Gesamtfläche von 4788 Quadratmetern auf. Es war von einem 2,50 Meter hohen Holzzaun umgeben, der oben mit Stacheldraht verstärkt war. Zusätzlich war ein Stacheldrahtzaun um das Gelände gezogen. Nachts patrouillierten Wächter mit Schäferhunden. Nach drei Wochen war das Lager mit 9045 Gefangenen nach einem Bericht Soprunenkos völlig überbelegt, in der Folge wurde ein Teil von ihnen in andere Lager verlegt; einfache Soldaten der polnischen Armee, die der weißrussischen oder ukrainischen Minderheit in der Republik Polen angehörten, wurden an ihre Heimatorte entlassen. Die Zahl der Gefangenen wurde bis zum 1. Dezember 1939 auf 4727 verringert. 4457 waren Offiziere und Fähnriche, 70 Prozent von ihnen waren Reservisten, unter ihnen größere Gruppen von Universitätsprofessoren, Ärzten, Gymnasiallehrern, Journalisten und Ingenieuren.
Zu den Gefangenen gehörte der oberste Rabbiner der polnischen Streitkräfte, Baruch Steinberg. Auch waren mehrere Spitzensportler unter ihnen, darunter Zdzisław Kawecki, Gewinner der Silbermedaille mit der Mannschaft der Vielseitigkeitsreiter bei den Olympischen Spielen 1936 in Berlin sowie zwei ehemalige Fußballnationalspieler: Adam Kogut und Marian Spoida. Zu den Prominenten ihrer Zeit gehörte auch die Pilotin Janina Lewandowska, die einzige Frau im Lager, die vor dem Krieg als Sportfliegerin bekannt geworden war.

## Lageralltag
Die Gefangenen schliefen auch in den Kirchen sowie den Kapellen und den Kellergewölben. Da nicht ausreichend Schlafgelegenheiten vorhanden waren, musste ein Teil von ihnen auf dem Boden nächtigen. In mehreren Häusern wurde schichtweise geschlafen. Bäder und Wäschereien waren nicht betriebsbereit. In den Küchen mangelte es an Geschirr und Besteck, auch funktionierte die Wasserversorgung schlecht. Beim Essen wurden die vorgeschriebenen Mengen pro Kopf nie erreicht. Wiederholt protestierten die Gefangenen gegen die schlechte Qualität des Essens.
Im Januar 1940 fielen die Temperaturen in mehreren Nächten auf 40 Grad Frost. Angesichts der schlechten Ausstattung der Krankenstation erlaubte der Lagerkommandant den Polen, selbst einen Gesundheitsdienst zu organisieren. Unter ihnen waren 14 Medizinprofessoren und mehrere Hundert Ärzte. Unter primitiven Bedingungen und ohne Medikamente führten sie Operationen durch. Auch richteten sie eine Zahnarztpraxis ein. Einmal im Monat durften die Gefangenen Briefe schreiben, als Adresse mussten sie „Gorki-Erholungsheim, Postfach 12“ angeben. Sie organisierten Sprachkurse, besonders gefragt war Russisch, sowie Abendvorträge, bei denen die Wissenschaftler unter ihnen aus ihren Fachgebieten berichteten.
Unter den Gefangenen waren insgesamt 16 Feldgeistliche, die Offiziersdienstgrade hatten, unter ihnen je ein  polnisch-orthodoxer und ukrainisch-unierter Priester sowie ein evangelisch-augsburgischer Pastor. Trotz eines strengen Verbots hielten mehrere von ihnen heimlich Gottesdienste und Bibelstunden ab. Die meisten von ihnen wurden Mitte Dezember 1939 ins NKWD-Gefängnis von Smolensk gebracht.
Großen Raum nahmen die Unterhaltungs- und Schulungsprogramme der Politruks des NKWD ein, bei denen auch sowjetische Spiel- und Dokumentarfilme gezeigt wurden. Die NKWD-Instrukteure berichteten an ihre Vorgesetzten, dass die meisten Polen an den sowjetischen Propagandabroschüren nicht interessiert seien, diese würden sogar oft als Toilettenpapier verwendet. Mehrere Journalisten unter den Gefangenen gaben heimlich zwei handgeschriebene Lagerzeitungen heraus: „Merkury“ (4 Ausgaben) und „Monitor“ (15 Ausgaben). Doch die Initiatoren wurden denunziert und bekamen 20 Tage Karzer wegen „Propaganda des polnischen Patriotismus“.
Der NKWD versuchte, durch wiederholte Befragungen „Konterrevolutionäre“ unter den  Gefangenen zu identifizieren. Als „sowjetfeindliche Elemente“ galten Mitglieder der Polnischen Sozialistischen Partei (PPS), Nationaldemokraten, alle höheren Offiziere, nach Polen geflohene ehemalige Sowjetbürger sowie die Initiatoren nicht genehmigter Zirkel und Veranstaltungen im Lager. Auch sollten die NKWD-Befrager Spitzel unter den Gefangenen gewinnen. Soprunenko wurde aus Koselsk gemeldet, dass von 32 Anwerbungsgesprächen 20 erfolgreich verlaufen seien.
Überdies sollte das NKWD-Personal diejenigen unter den Gefangenen herausfiltern, deren Spezialwissen für die sowjetische Kriegsführung interessant sein könnte. Aus Moskau traf eine Gruppe von speziell geschulten Befragern ein, die mit diesen Gefangenen intensive Gespräche führten. Angeführt wurde sie vom Major der Staatssicherheit Wassili Sarubin, der in den Jahren zuvor für die sowjetische Auslandsspionage tätig war. Er stellte sich nicht unter seinem Namen vor, doch wurde er später von Überlebenden auf Fotos identifiziert. Sarubin war gebildet, er brachte rund 500 Bücher für die Lagerbibliothek mit, dazu gehörten viele fremdsprachige Werke, darunter eine Originalausgabe von Winston Churchills „The World Crisis“. Er sei überaus höflich aufgetreten, er habe seine polnischen Gesprächspartner bewirtet, ihnen sogar Apfelsinen angeboten.
Im März 1940 wurden insgesamt 115 der Gefangenen ins NKWD-Gefängnis von Smolensk gebracht, einige von ihnen wurden verdächtigt, Agenten des polnischen Geheimdienstes oder „Provokateure“ (sic!) zu sein. Unter ihnen waren 26 Stabsoffiziere.

## Räumung des Lagers
Am 5. März 1940 akzeptierte das Politbüro unter Stalin eine Vorlage von Beria, in der dieser die Erschießung der polnischen „Konterrevolutionäre“ empfahl. Davon betroffen waren laut den NKWD-Akten über den Transport der Gefangenen 4403 der Lagerinsassen von Koselsk. 198 Personen waren zur weiteren Befragung im Lager Juchnow rund 150 Kilometer südwestlich von Moskau vorgesehen und entgingen auf diese Weise der Exekution. Nach der Auffassung polnischer Historiker haben die Gespräche des Führers der Befragergruppe Wassili Sarubin den Ausschlag dafür gegeben, welche der Gefangenen zur weiteren Befragung gebracht und welche exekutiert wurden.
Die Lagerleitung erfasste vor der Räumung des Lagers die Gefangenen in Dienstgradgruppen, darunter waren 1 Admiral, 4 Generäle, 26 Oberste, 72 Oberstleutnante, 232 Majore, 674 Hauptleute, 3480 rangniedrige Offiziere und Fähnriche, 61 Beamte, acht Feldgeistliche.
Vom 3. April bis 10. Mai 1940 wurden die zur Exekution vorgesehenen Polen in insgesamt 18 Partien in einem Gefängniszug zur Bahnstation Gnjosdowo bei Smolensk gebracht und von dort zur Exekution in den Wald von Katyn. Nur ein einziger der Gefangenen aus Koselsk überlebte, der Wirtschaftsprofessor Stanisław Swianiewicz. Als er bereits den Zug in Gnjosdowo verlassen hatte, traf bei dem begleitenden NKWD-Kommando der Befehl ein, dass er zur weiteren Befragung nach Moskau gebracht werden solle.

## Weitere Nutzung
Am 9. Juni 1940 teilte die Lagerverwaltung der NKWD-Zentrale in Moskau mit, dass bis zu 5.000 neue Gefangene aufgenommen werden könnten. Nach der Annexion des Baltikums durch die Sowjetunion im Sommer 1940 trafen in dem Lager polnische Offiziere ein, die zu Kriegsbeginn in eine der baltischen Republiken geflohen waren. Auch führte der NKWD im besetzten Ostpolen Massenverhaftungen durch. So zählte das Sonderlager Koselsk Ende Juli 1940 wieder 2553 Mann, darunter rund 1500 Offiziere, die anderen waren Beamte und Polizisten.
Nach dem Krieg bekam eine Kolchose einen Teil der Gebäude. Hinzu kam eine technische Fachschule. Während der Perestroika wurde der Gebäudekomplex 1987 an die Russisch-orthodoxe Kirche zurückgegeben, 1988 wurde die erste Kirche wieder geweiht.

## Aufklärung
Die Suche nach den in den Sonderlagern Koselsk, Ostaschkow und Starobelsk internierten polnischen Offiziere und Fähnriche, Polizisten und Beamten beschäftigte die polnische Exilregierung in London, seitdem ihr aus dem besetzten Polen gemeldet worden war, dass die Korrespondenz zwischen den Gefangenen und ihren Angehörigen im Frühjahr 1940 abgebrochen sei. Dass die Gefangenen aus Koselsk zur Bahnstation Gnjosdowo gebracht worden waren, erfuhr die polnische Führung 1942 aus dem Bericht Stanisław Swianiewiczs. Allerdings ging ein Teil der polnischen Experten davon aus, dass sie von dort in ein anderes Lager deportiert worden seien. Dass der NKWD sie erschossen hatte, lag vor den im April 1943 publizierten Berichten über die Massengräber im Wald von Katyn jenseits der Vorstellungskraft der polnischen Politiker.
1959 empfahl KGB-Chef Alexander Schelepin in einem handschriftlichen Bericht an Parteichef Nikita Chruschtschow, die Akten über die Gefangenen der drei Sonderlager für polnische Kriegsgefangene weitgehend zu vernichten. Die Zensurbehörde der Volksrepublik Polen verfügte, dass deren Gefangenen als „Internierte“  bezeichnet werden, die 1941 von den „Hitleristen“ im Wald von Katyn erschossen worden seien.
Am 13. April 1990 veröffentlichte die sowjetische Nachrichtenagentur TASS ein Kommuniqué, nach dem Lawrenti Beria und sein Stellvertreter Wsewolod Merkulow die Verantwortung für die an den Insassen der Sonderlager Koselsk, Ostaschkow und Starobelsk verübten „Untaten“ (злодеяния) die Verantwortung trügen. Der Inhalt des Kommuniqué war zuvor von KP-Generalsekretär Michail Gorbatschow genehmigt worden.
Der Regisseur Andrzej Wajda konnte die in Koselsk spielenden Szenen seines Films „Das Massaker von Katyn“ (2007) nicht an den Originalschauplätzen drehen, sie entstanden in und bei Jarosław in Südstpolen.